# باشگاه فوتبال برکهمستد
باشگاه فوتبال برکهمستد (به انگلیسی: Berkhamsted Football Club) یک باشگاه فوتبال در شهر برکهمستد، کشور انگلستان است که در سال ۲۰۰۹ میلادی تأسیس شده‌است.